# Рабен-Штайнфельд
Рабен-Штайнфельд (нем. Raben Steinfeld) — община в Германии, в земле Мекленбург-Передняя Померания.
Входит в состав района Пархим. Подчиняется управлению Остуфер Шверинер Зее.  Население составляет 1093 человека (на 31 декабря 2010 года). Занимает площадь 9,60 км².